# Èntesi

Articulació típica

L'èntesi és el punt en el qual tendons, lligaments, càpsules articulars i fàscies músculars s'insereixen a l'os. En aquestes interfícies les fibres de col·lagen es mineralitzen i s'integren al teixit ossi. La connexió entre l'os i el col·lagen es produeix a través de les fibres de Sharpey, formades predominantment per col·lagen tipus I. La composició histològica i bioquímica de les èntesis varia molt, però, segons sigui el seu tipus i la zona analitzada. Els col·làgens I, III, V VI, així com la decorina, el biglicà, la fibromodulina i el lumicà, es troben per igual al tendó i el fibrocartílag de l'èntesi; mentre que el col·lagen II i l'aggrecà només estan presents al fibrocartílag.
L'èntesi és un teixit de transició molt singular i d'una alta complexitat funcional. Permet minimitzar les concentracions d'estrès mecànic i transferir de forma harmònica la força de càrrega entre els músculs i l'esquelet. Es desenvolupa a partir d'una població cel·lular embrionària única, formada per cèl·lules precursores Sox9 i Scx positives.

## Classificació
Hi ha dos tipus d'èntesi:
- Èntesis fibroses: Es troben a les metàfisis i les diàfisis dels ossos llargs. D'aquest tipus són algunes de les unions musculars que suporten més activitat biomecànica, com ara la del deltoides o les dels grans músculs de la cama inserits a la línia aspra del fèmur.
- Èntesis fibrocartilaginoses: Localitzades a les epífisis i a les apòfisis.

En les èntesis fibroses, el tendó o lligament s'uneix sense canvis transicionals a l'os o al periosti (unions denominades per molts autors directes o indirectes, respectivament), mentre que les èntesis fibrocartilaginoses presenten quatre zones diferenciades al llarg del trajecte de transició de tendó/lligament a os:
- i) Àrea tendinosa que presenta fibroblasts orientats longitudinalment i una disposició paral·lela de les fibres de col·lagen
- ii) Regió fibrocartilaginosa de gruix variable i amb una estructura cel·lular en la qual s'aprecia un augment progressiu de la presència de condròcits
- iii) Transició abrupta de fibrocartílag cartilaginós a calcificat
- iv) Os

Els especialistes consideren èntesis algunes de les unions existents entre els petits músculs i lligaments i els ossicles que integren la cadena de transmissió de les ones sonores dins de l'orella mitjana, La singular composició d'aquestes èntesis, molt rica en fibres elàstiques madures, permet que siguin altament resistents a la vibració constant.

## Patologia
Una malaltia de les èntesis rep el nom d'entesopatia. Quan té manifestacions inflamatòries es denomina entesitis i és característica de l'espondiloartropatia (en aquest context, alguns investigadors han desenvolupat els conceptes d'òrgan entèsic i de complex sinovial-entèsic fent referència a les singulars interaccions immunològiques i biomecàniques derivades de l'associació entre un teixit proinflamatori i vascularitzat -sinovi- i una estructura avascular -èntesi-); si bé aquest tipus d'alteració és presenta en altres patologies, incloent moltes de naturalesa endocrina o metabòlica: hipo i hiperparatiroïdisme, hipofosfatèmia lligada al cromosoma X, hipotiroïdisme, acromegàlia, hemocromatosi, condrocalcinosi i altres malalties per dipòsit cristal·lí, hipercolesterolèmia familiar, hiperuricèmia, alcaptonúria (un trastorn hereditari del metabolisme de la tirosina i la fenilalanina) o diabetes mellitus, per exemple.
Les èntesis són zones especialment afectades en cas d'espondilitis anquilosant, d'artritis psoriàsica o de malaltia de Poncet (un tipus d'artritis reactiva associada a la tuberculosi).
La degeneració de les èntesis tendinoses del manegot dels rotatoris i de la del lligament encreuat anterior és una de les principals causes de dolor a l'espatlla i al genoll, respectivament. En el cas de les lesions agudes o cròniques del tendó del múscul supraespinós tractades amb cirurgia, l'èntesi és la zona on es produeix la major part dels esquinçaments postquirúgics. La sutura d'aquestes estructures és problemàtica, ja que intenta unir dos materials (tendó i os) amb característiques biomecàniques molt diferents. Per aquest motiu, s'investiguen en models animals tècniques alternatives de reparació quirúrgica emprant empelts de teixit dèrmic acel·lular.
Tradicionalment, dins de l'àmbit paleopatològic els canvis entèsics apreciats en restes antigues es consideraven marcadors d'estrès musculoesquelètic i eren interpretats com el resultat de determinades activitats físiques, sobretot de tipus ocupacional. Avui dia, es creu que la variabilitat morfològica intrapoblacional de les èntesis està fortament lligada a l'edat, el sexe, els trets genètics i les patologies individuals; sent l'estil de vida un factor causal menys determinant del que es pensava fins fa poques dècades.